# Колючая деания
Колючая деания (лат. Deania calcea) —вид хрящевых рыб рода деаний семейства короткошипых акул отряда катранообразных. Эти глубоководные акулы были обнаружены в ограниченных областях восточной части Атлантического и Тихого океана на глубине до 1000 м. Размножаются яйцеживорождением. Максимальная зарегистрированная длина — 109 см. 

## Таксономия
Впервые вид научно описан в 1906 году американским биологом Самюэлем Гарманом. Название семейства и происходит от слов греч. κεντρωτός — «утыканный шипами» и греч. φορούν — «носить». Род назван в честь ихтиолога и исследователя Б.Дина, а видовое название от слова греч.  hystrix  — «дикобраз».

## Ареал
В центрально-восточной и юго-восточной Атлантике колючие деании встречаются у берегов Мадейры, Канарских островов, возможно, Азорских островов, Намибии и севера ЮАР. В Тихом океане они обитают в водах Японии и Новой Зеландии. Их ареал расположен между 39° с.ш. — 54° ю.ш. и 128° з.ш. — 17° в.ш. Эти акулы держатся в верхней и средней части материкового и островного склона на глубине от 600 до 1000 м.

## Описание
У колючих деаний удлинённое тело и рыло. Два спинных плавника оснащены рифлёными шипами. Нижние зубы крупнее верхних. Латеральные и субкаудальные кили и прекаудальная выемка на хвостовом стебле отсутствуют. Анальный плавник отсутствует. Глаза крупные, овальные, вытянуты по горизонтали. Позади глаз имеются брызгальца. Хвостовой плавник асимметричный, нижняя лопасть развита слабо, у края верхней лопасти имеется вентральная выемка. Тело покрыто крупными вилообразными плакоидными чешуйками, длиной около 1 мм. Первый спинной плавник очень длинный и невысокий. Окрас чёрно-коричневого цвета.
Максимальная зарегистрированная длина составляет 109 см.

## Биология
Колючие деании размножаются яйцеживорождением. Точный диапазон численности помёте неизвестен, однако, полагают, что в помёте в среднем около 12 детёнышей. Самки достигают половой зрелости при длине от 106 до 109 см, а самцы при длине от 84 см. 

## Взаимодействие с человеком
Колючие деании не представляют опасности для человека. В качестве прилова они изредка попадают в глубоководные вертикальные ярусы. Мясо используют в пищу (считается, что в сушёном виде оно напоминает мясо трески), печень ценится из-за содержания сквалена. В водах Новой Зеландии официально была поймана только одна особь данного вида, глубоководный промысел в этих местах не ведётся. У Канарских и Азорских островов использование фиксированных жаберных сетей глубже 200 м запрещено. Данных для оценки Международным союзом охраны природы статуса сохранности вида недостаточно.